# هیورد (ویسکانسین)
هیورد، ویسکانسین  (به انگلیسی: Hayward) شهری در شهرستان سایر ایالت ویسکانسین است که در سال ۱۹۱۵ بنیان‌گذاری شده‌است. این شهر طبق سرشماری سال ۲۰۱۰ میلادی ۲٬۳۱۸ نفر جمعیت داشته‌است.

## شهرهای خواهر
- لیلهامر، نروژ